# Les Saisons d'Alsace
Les Saisons d'Alsace est une revue trimestrielle régionale éditée à Strasbourg par la SA Editions des Dernières Nouvelle d'Alsace . 
La revue a été fondée en 1948 par le journaliste Antoine Fischer pour « peindre l'image de l'Alsace vivante et créatrice ». Les Saisons d'Alsace ont connu plusieurs séries. La première couvre la période 1948-1954 et comporte 24 numéros. En 1962 elle est reprise par les éditions Istra qui lancent une nouvelle série, thématique, de 141 numéros publiés entre 1962 et 1998. À partir de 1985 les Dernières Nouvelles d'Alsace en assurent la publication. La troisième série, en cours, a débuté en 1998 avec un nouveau numéro 1.
Les Saisons d'Alsace est une revue consacrée aux problématiques sociales, historiques et culturelles en Alsace. La revue se signale par une riche et belle iconographie et par des articles de fond, rédigés par des journalistes collaborateurs réguliers et par des spécialistes (historiens, sociologues, artistes...).
La revue est dirigée de 1989 au printemps 2009 par l'éditeur Bernard Reumaux, puis successivement, par Dominique Jung, (rédacteur en chef des Dernières Nouvelles d'Alsace) et Laurent Couronne (directeur général des Dernières Nouvelles d'Alsace). 